# Hernán Laginestra
Hernán Laginestra (Partido de General San Martín, provincia de Buenos Aires, 23 de octubre de 1969) es un director técnico de básquetbol argentino, que dirigió en varios equipos de la Liga Nacional de Básquet de la Argentina. Actualmente dirige a Peñarol de Mar del Plata.

## Trayectoria

### Clubes
| Club                            | País      | Año             | Cargo                      |
| ------------------------------- | --------- | --------------- | -------------------------- |
| Club Sportivo Pilar             | Argentina | 2002 - 2003     | Entrenador principal       |
| Unión de Sunchales              | Argentina | 2003 - 2004     | Entrenador principal       |
| Estudiantes de Olavarría        | Argentina | 2005 - 2006     | Asistente (Carlos Romano)  |
| Estudiantes de Olavarría        | Argentina | 2005 - 2006     | Entrenador principal       |
| Regatas de Corrientes           | Argentina | 2006 - 2007     | Asistente (Gonzalo García) |
| Santos San Luis Potosí          | México    | 2007 - 2008     | Asistente (Daniel Frola)   |
| Ciclista Juninense              | Argentina | 2008 - 2009     | Entrenador principal       |
| Asociación Italiana             | Argentina | 2009 - 2012     | Entrenador principal       |
| Estudiantes (C)                 | Argentina | 2012 - 2017     | Entrenador principal       |
| Ciclista Olímpico               | Argentina | 2012 - 2017     | Entrenador principal       |
| Ferro                           | Argentina | 2018 - 2020     | Entrenador principal       |
| Club Biguá de Villa Biarritz    | Uruguay   | 2020 - 2021     | Entrenador principal       |
| Motilones del Norte             | Colombia  | 2021            | Entrenador principal       |
| Club Comunicaciones de Mercedes | Argentina | 2021 - 2022     | Entrenador principal       |
| Peñarol de Mar del Plata        | Argentina | 2024-actualidad | Entrenador principal       |

### Selecciones
| Club                               | País      | Año         | Cargo                      | Competencia                                                      |
| ---------------------------------- | --------- | ----------- | -------------------------- | ---------------------------------------------------------------- |
| Selecciones juveniles de Argentina | Argentina | 2002 - 2003 | Asistente (Gonzalo García) | Mundial de Baloncesto Sub-21 campeón con Biguá de Villa Biarritz |